# وکیل بی‌قانون
وکیل بی‌قانون (کره‌ای: 무법 변호사) یک مجموعه تلویزیونی محصول کره جنوبی سال ۲۰۱۸ با بازی لی جون گی، سو یه جی، لی هه یونگ و چوی مین سو است. این مجموعه به نویسندگی یون هیون هو و به کارگردانی کیم جین مین است. این مجموعه در شهر تخیلی کی‌سونگ قرار دارد که آن را بی‌قانون و فاسد توصیف می‌کند. وکیل بی‌قانون از ۱۲ مه تا ۱ ژوئیه ۲۰۱۸، روزهای شنبه و یکشنبه ساعت ۲۱:۰۰ (کی‌اس‌تی) از تی‌وی‌ان برای ۱۶ قسمت پخش شد. این مجموعه در ایران در دی ۱۴۰۲ از شبکه پنج با عنوان وکلای قانون پخش شد.

## بازیگران

### اصلی
- لی جون گی در نقش بونگ سانگ پیل
  - لی رو وون در نقش کودکی بونگ سانگ پیل
- سو یه جی در نقش ها جه یی
- لی هه یونگ در نقش چا مون سوک
- چوی مین سو در نقش آن اوه جو

### مکمل

#### مؤسسه حقوقی بی‌قانون
- کیم بیونگ هی در نقش ته کوانگ سو – گانگستر سابق که تیم میدانی را در دفتر حقوقی مدیریت می‌کند.
- لیم کی هونگ در نقش کوم کانگ – مدیر سابق شرکت وام دهنده که به مؤسسه حقوقی بی‌قانون تبدیل شد.
- سو یه هوا در نقش کوم جا – خواهر کوم کانگ، او پس از نشان دادن کارایی خود در شرکت حقوقی استخدام می‌شود.

#### اطرافیان چا مون سوک
- یوم هه ران در نقش نام سون جا – دستیار مون سوک
- چا جونگ وون در نقش کانگ یون هی – دادستان و دختر نام سون جا
- جون جین گی در نقش کو این دو – قاضی سابق که تبدیل به وکیل اصلی شرکت آن اوه جو شد.

#### اطرافیان آن اوه جو
- چوی ده هون در نقش سوک کوان دونگ – مدیر ستاد و دستیار اوه جو
- لی ده یون در نقش وو هیونگ مان – یک کارآگاه پلیس تحت نفوذ اوه جو

#### اطرافیان بونگ سانگ پیل
- شین اون جونگ در نقش چوی جین ئه – وکیل و مادر سانگ پیل
- آن نه سانگ در نقش چوی ده وونگ – یک رهبر گانگستر در سئول و دایی سانگ پیل
- پارک هو سان در نقش چون سونگ بوم – دادستانی بااراده که به سانگ پیل و جه یی کمک می‌کند.

#### اطرافیانها جه یی
- لی هان وی در نقش ها کی هو – صاحب آتلیه عکاسی، پدر جه یی
- بک جو هی در نقش نو هیون جو – عکاس، متخصص ماساژ درمانی، مادر جه یی
- کیم کوانگ کیو در نقش کونگ جانگ سو – افسر پلیس

### سایر بازیگران
- جانگ یونگ هون
- لی بوک گی
- بک جو هی در نقش نو هیون جو
- کیم کی هیون
- جانگ یول در نقش کارآگاه (قسمت ۴–۵)
- کیم دونگ گیو
- کیم چانگ هی
- یون جون هو
- کیم مین گون
- پارک شین وون
- پارک سونگ گیون
- سون مین جی
- جون به سو
- لی هو چول

### بازیگران مهمان
- جین سون کیو در نقش پارک، افسر پلیس موتور سیکلت (قسمت ۱)
- جون گوک هوان

## جوایز و نامزدی‌ها
| سال  | مراسم جوایز            | دسته                              | گیرنده      | نتیجه    | منابع |
| ---- | ---------------------- | --------------------------------- | ----------- | -------- | ----- |
| ۲۰۱۸ | دومین جوایز سئول       | بهترین بازیگر نقش مکمل مرد (درام) | پارک هو سان | نامزدشده | [ ۷ ] |
| ۲۰۱۸ | StarHub Night of Stars | بهترین ستاره آسیایی مرد           | لی جون گی   | برنده    | [ ۸ ] |

سو یه جی به خاطر ایفای نقش یک وکیل صادق، به عنوان افسر پلیس افتخاری نامیده شد.